# Erica passerinoides
Erica passerinoides là một loài thực vật có hoa trong họ Thạch nam. Loài này được (Bolus) E.G.H.Oliv. mô tả khoa học đầu tiên năm 1994.